# Jenny Moore
Jennifer "Jenny" Moore (* 31. August 1995 in Chester, Cheshire, verheiratete Jennifer Mairs) ist eine englische Badmintonspielerin.

## Karriere
Moore wurde im Grundschulalter von ihrer Mutter zum Training im lokalen Badmintonverein mitgenommen und begann mit 9 Jahren mit einem Trainer zu trainieren. Bei den Jugendeuropameisterschaften 2011 wurde sie mit Victoria Williams Vizemeisterin in der Altersklasse U17. 2012 wurde Moore nationale Juniorenmeisterin und gab ihr internationales Debüt im Erwachsenenbereich bei den Scottish Open 2012. Zwei Jahre später erreichte sie bei den Polish International 2014 im Damendoppel und im Folgejahr bei den Spanish International 2015 mit Gregory Mairs die Endspiele und wurde im Mixed und Damendoppel erneut nationale Juniorenmeisterin. Ab der Saison 2014/15 trat Moore, die an der Loughborough University International Business studierte, in der neu gegründeten National Badminton League für Loughborough Sport an. Bei der englischen Meisterschaft im Jahr 2015 erreichte sie das Finale im Damendoppel und gewann im Folgejahr die Bronzemedaille. Neben drei weiteren Finalteilnahmen bei internationalen Wettkämpfen triumphierte Moore 2017 im Damendoppel bei den Polish International 2017 und siegte mit Mairs bei den Norwegian International 2017 und den Irish Open 2017. Bei den Englischen Meisterschaften 2017 stand sie in zwei Disziplinen auf dem Podium.
Zur Saison 2017/18 wechselte Moore zum TSV 1906 Freystadt und spielte in der Bundesliga. Im Mixed gewann sie im Folgejahr mit den Slovenia International 2018 ein weiteres internationales Turnier. 2019 setzte sie sich bei demselben Wettbewerb im Damendoppel mit Williams durch und zog bei den nationalen Titelkämpfen 2019 und 2020 jeweils zwei weitere Male ins Finale ein. 2020 gründete Moore mit ihrem langjährigen Mixed-Partner Mairs den Youtube-Kanal Badminton Insight, auf dem sie unter anderem Badminton-Tutorials zu Taktik und Technik sowie Vlogs von Wettbewerben hochladen. In der Bundesligasaison 2020/21 spielte sie für den 1. BC Wipperfeld und wurde mit dem Verein Vizemeisterin. Bei der Englischen Meisterschaft 2021 zog Moore zum siebten Mal ins Finale ein, ohne den Titel gewinnen zu können. In der Bundesligasaison 2021/22 wurde sie mit dem 1. BC Wipperfeld zum ersten Mal Deutscher Meister. Im Juli 2023 heiratete sie ihren langjährigen Mixed-Partner Gregory Mairs.

## Sportliche Erfolge
| Jahr | Veranstaltung                  | Platz | Disziplin   | Spielpartner      |
| ---- | ------------------------------ | ----- | ----------- | ----------------- |
| 2011 | Jugendeuropameisterschaft 2011 | 2.    | Damendoppel | Victoria Williams |
| 2014 | Polish International 2014      | 2.    | Damendoppel | Victoria Williams |
| 2015 | Spanish International 2015     | 2.    | Mixed       | Gregory Mairs     |
| 2015 | Englische Meisterschaft 2015   | 2.    | Damendoppel | Victoria Williams |
| 2016 | Englische Meisterschaft 2016   | 3.    | Damendoppel | Victoria Williams |
| 2017 | Slovenia International 2017    | 2.    | Damendoppel | Victoria Williams |
| 2017 | Slovenia International 2017    | 2.    | Mixed       | Gregory Mairs     |
| 2017 | Irish Open 2017                | 2.    | Damendoppel | Victoria Williams |
| 2017 | Irish Open 2017                | 1.    | Mixed       | Gregory Mairs     |
| 2017 | Polish International 2017      | 1.    | Damendoppel | Victoria Williams |
| 2017 | Norwegian International 2017   | 1.    | Mixed       | Gregory Mairs     |
| 2017 | Englische Meisterschaft 2017   | 3.    | Damendoppel | Victoria Williams |
| 2017 | Englische Meisterschaft 2017   | 2.    | Mixed       | Gregory Mairs     |
| 2018 | Estonian International 2018    | 2.    | Damendoppel | Jessica Hopton    |
| 2018 | Estonian International 2018    | 2.    | Mixed       | Gregory Mairs     |
| 2018 | Slovenia International 2018    | 1.    | Mixed       | Gregory Mairs     |
| 2019 | Slovenia International 2019    | 1.    | Damendoppel | Victoria Williams |
| 2019 | Belarus International 2019     | 2.    | Damendoppel | Victoria Williams |
| 2019 | Englische Meisterschaft 2019   | 2.    | Damendoppel | Jessica Pugh      |
| 2019 | Englische Meisterschaft 2019   | 2.    | Mixed       | Tom Wolfenden     |
| 2020 | Englische Meisterschaft 2020   | 2.    | Damendoppel | Victoria Williams |
| 2020 | Englische Meisterschaft 2020   | 2.    | Mixed       | Tom Wolfenden     |
| 2021 | Bundesliga-Saison 2020/21      | 2.    | Mannschaft  | 1. BC Wipperfeld  |
| 2021 | Englische Meisterschaft 2021   | 2.    | Damendoppel | Victoria Williams |
| 2021 | Englische Meisterschaft 2021   | 3.    | Mixed       | Gregory Mairs     |
| 2022 | Bundesliga-Saison 2021/22      | 1.    | Mannschaft  | 1. BC Wipperfeld  |